# Katharina Schett
Katharina Schett (* 1. August 1992) ist eine deutsche Bogenschützin im Behindertensport.

## Sportliche Erfolge
Zu ihren größten Erfolgen zählen der 3. Platz (mit dem Team) bei der Weltmeisterschaft 2007.
Schett nahm an den Sommer-Paralympics 2008 in Peking teil, aufgrund ihrer Behinderung durch Spina bifida (Wirbelspalt) in der Startklasse ARST. Ihr Trainer ist Alfred Motsch, ihr Verein der BRS Gersweiler-Ottenhausen.